# Stanisław Bilmin
Stanisław Bilmin (ur. 11 września 1894 w Chodorówce, zm. 9–11 kwietnia 1940 w Katyniu) – major piechoty Wojska Polskiego, inżynier agronom, kawaler Orderu Virtuti Militari, ofiara zbrodni katyńskiej.

## Życiorys
Syn Emiliana i Amelii z Zaniewskich urodzony 11 września 1894 w Chodorówce, w powiecie sokólskim guberni grodzieńskiej. Ukończył gimnazjum realne w Grodnie, w którym późną wiosną 1913 złożył egzamin dojrzałości. W latach 1914–1915 ukończył dwa semestry w Instytucie Gospodarstwa Wiejskiego i Leśnictwa w Puławach.
1 października 1915 został zmobilizowany do armii rosyjskiej i skierowany do Aleksandryjskiej Szkoły Wojskowej w Moskwie. Po odbyciu w 1917 przeszkolenia w szkole wojskowej w Moskwie został mianowany podporucznikiem. W 1918 w Wojsku Polskim we Francji w randze porucznika.
Od 1919 w stopniu kapitana walczy w szeregach 2 pułku strzelców pieszych pod Równem, Izamiczami, Słuczem, Zamościem i Łuckiem. Od grudnia 1919, po ukończeniu kursu dowódców w Szkole Aplikacyjnej Oficerów Piechoty w Rembertowie, dowodził kompanią, a następnie batalionem w 44 pułku strzelców Legii Amerykańskiej. 19 sierpnia 1920 został zatwierdzony z dniem 1 kwietnia 1920 w stopniu kapitana, w piechocie, w grupie oficerów byłej armii gen. Hallera. W 1920 dostał urlop z wojska. 13 kwietnia 1921 za walki o Łuck został odznaczony krzyżem „Virtuti Militari" V klasy. W 1924 przeniesiony do rezerwy. W 1929 odbył ćwiczenia rezerwy w 76 pułku piechoty w Grodnie, a w 1929 i 1932 w 41 pułku piechoty w Suwałkach.
Ukończył studia na Wydziale Rolniczym Szkoły Głównej Gospodarstwa Wiejskiego w Warszawie. W kwietniu 1925 uzyskał tytuł inżyniera agronoma. Przed II wojną światową był ostatnim właścicielem majątku - dworu Łosośna Mała, z wieżyczki którego widać było Grodno.
Na stopień majora został mianowany ze starszeństwem z 19 marca 1939 i 60. lokatą w korpusie oficerów rezerwy piechoty. W dalszym ciągu pozostawał w ewidencji KRU Grodno.
3 września 1939, w czasie kampanii wrześniowej, został mianowany komendantem obrony przeciwlotniczej w Grodnie. Po agresji ZSRR na Polskę, 27 września 1939 dostał się do niewoli sowieckiej i osadzono go w obozie jenieckim w Kozielsku. Między 7 a 9 kwietnia 1940 został przekazany do dyspozycji naczelnika Zarządu NKWD Obwodu Smoleńskiego. Między 9 a 11 kwietnia 1940 został zamordowany przez funkcjonariuszy NKWD w Katyniu i tam pogrzebany w bezimiennej mogile zbiorowej, gdzie od 28 lipca 2000 mieści się oficjalnie Polski Cmentarz Wojenny w Katyniu. W Lesie Katyńskim prowadzone były ekshumacje i prace archeologiczne. W 1943 jego ciało zidentyfikowano podczas ekshumacji prowadzonych przez Niemców pod numerem 374. Przy zwłokach Stanisława Bilmina odnaleziono dowód osobisty. Figuruje na liście wywózkowej 014 z 4 kwietnia 1940.
Był żonaty z Wiktorią Bilminówną, z którą miał córkę Marię Magdalenę (ur. 20 lutego 1928) i syna Jana Stanisława (ur. 27 listopada 1935).

## Ordery i odznaczenia
- Krzyż Srebrny Orderu Wojskowego Virtuti Militari nr 2156 – 13 kwietnia 1921[5][17]
- Krzyż Walecznych[2]
- Krzyż Kampanii Wrześniowej – pośmiertnie 1 stycznia 1986[18]
- Krzyż Wojenny (Francja)
- Order Świętej Anny 4 stopnia[1]
- Order Świętego Stanisława 3 stopnia[1]

## Upamiętnienie
5 października 2007 minister obrony narodowej Aleksander Szczygło mianował go pośmiertnie na stopień podpułkownika. Awans został ogłoszony 9 listopada 2007 w Warszawie, w trakcie uroczystości „Katyń Pamiętamy – Uczcijmy Pamięć Bohaterów”.
8 października 2009, w ramach akcji „Katyń... pamiętamy” / „Katyń... Ocalić od zapomnienia”, uczniowie z Kuźnicy posadzili Dąb Pamięci Stanisława Bilmina.